# Atle Skårdal
Atle Skårdal, né le 17 avril 1966  à Lunde, est un ancien skieur alpin norvégien. Il est le mari de Karin Köllerer.

## Palmarès

### Jeux olympiques
| Édition / Épreuve   | Descente | Super-G |
| ------------------- | -------- | ------- |
| JO 1988 Calgary     | 15e      | -       |
| JO 1994 Lillehammer | 9e       | 6e      |

### Championnats du monde
| Édition / Épreuve           | Descente | Super-G | Combiné |
| --------------------------- | -------- | ------- | ------- |
| Mondiaux 1985 Bormio        | -        | -       | 14e     |
| Mondiaux 1987 Crans Montana | -        | -       | 12e     |
| Mondiaux 1989 Vail          | 6e       | -       | 15e     |
| Mondiaux 1991 Saalbach      | 6e       | -       | -       |
| Mondiaux 1993 Morioka       | Argent   | -       | -       |
| Mondiaux 1996 Sierra Nevada | 23e      | Or      | -       |
| Mondiaux 1997 Sestrières    | 13e      | Or      | -       |

## Coupe du monde
- Meilleur résultat au classement général : 6e en 1990, 1991 et 1993
  - Vainqueur de la coupe du monde de super-G en 1996
  - 7 victoires : 6 descentes et 1 super-G
  - 26 podiums

| Saison/Classement | Général | Général | Descente | Descente | Super G | Super G | Combiné | Combiné |
| Saison/Classement | Class.  | Points  | Class.   | Points   | Class.  | Points  | Class.  | Points  |
| ----------------- | ------- | ------- | -------- | -------- | ------- | ------- | ------- | ------- |
| 1984-1985         | 87e     | 6       | -        | -        | -       | -       | 32e     | 6       |
| 1985-1986         | 60e     | 25      | 22e      | 25       | -       | -       | -       | -       |
| 1986-1987         | 48e     | 23      | 17e      | 23       | -       | -       | -       | -       |
| 1987-1988         | 46e     | 23      | 19e      | 23       | -       | -       | -       | -       |
| 1988-1989         | 29e     | 48      | 17e      | 28       | -       | -       | 6e      | 20      |
| 1989-1990         | 6e      | 167     | 2e       | 120      | 5e      | 47      | -       | -       |
| 1990-1991         | 6e      | 153     | 2e       | 125      | 3e      | 28      | -       | -       |
| 1991-1992         | 50e     | 183     | 22e      | 103      | 22e     | 80      | -       | -       |
| 1992-1993         | 6e      | 596     | 2e       | 427      | 11e     | 169     | -       | -       |
| 1993-1994         | 9e      | 641     | 6e       | 399      | 5e      | 202     | 9e      | 40      |
| 1994-1995         | 19e     | 355     | 17e      | 168      | 6e      | 142     | 8e      | 45      |
| 1995-1996         | 15e     | 492     | 12e      | 180      | 1er     | 312     | -       | -       |
| 1996-1997         | 11e     | 644     | 6e       | 452      | 7e      | 192     | -       | -       |

| Saison / Épreuve | Descente                     | Super-G     | Total |
| ---------------- | ---------------------------- | ----------- | ----- |
| 1989-1990        | Kitzbühel Åre II             |             | 2     |
| 1990-1991        | Val Gardena II Lake Louise I |             | 2     |
| 1992-1993        | Whistler                     |             | 1     |
| 1993-1994        | Whistler                     |             | 1     |
| 1995-1996        |                              | Val d'isère | 1     |
| Total            | 6                            | 1           | 7     |

## Arlberg-Kandahar
- Meilleur résultat : 6e place dans le combiné 1994 à Chamonix